# Лондонський протокол
Лондонський протокол — угода від 3 лютого 1830 року, який підписали три «великі держави» Європи — Російська імперія, Велика Британія і Королівство Франція, визнавши таким чином незалежність Грецької республіки від Османської імперії після укладення Адріанопольського мирного договору між російською і османською сторонами в 1829 році.

## Умови
Політичні кола Великої Британії побоювалися зближення незалежної православної Грецької республіки з також православною Російською імперією та їх подальшого союзництва з метою спільної боротьби за Константинополь і Чорноморські протоки на шкоду британським інтересам. Тому за наполяганням британських дипломатів кордони Греції були урізані до мінімуму у порівнянні з визволеною повстанцями територією. Північна межа країни пройшла за уявною лінією, що сполучала Пагасетійську та Амбракійську затоки, або лінією Волос-Арта.
Більшість великих Егейських островів з переважно грецьким населенням (зокрема Крит, Родос, Лесбос та інші), крім острова Евбея, залишилися у складі Османської імперії. В результаті незалежна Грецька республіка налічувало всього близько 800 тисяч жителів, з яких не менше чверті становили албанці-арнаути і цигани. Не менш 3 млн етнічних греків залишилися за межами країни, що породило проблему енозісу і стало причиною нестабільності на Балканах у майбутньому. Також за наполяганням Великої Британії Греція проголошена незалежною конституційною монархією. Призначення грецьким монархом членів протестантської німецької сім'ї Оттона Баварського також мало на меті вивести Грецьку республіку від російської сфери впливу. Тим не менше, Грецька республіка здобула суверенітет, що поклало початок «параду незалежності» на Балканах.